# Архідієцезія Екс-ан-Прованса

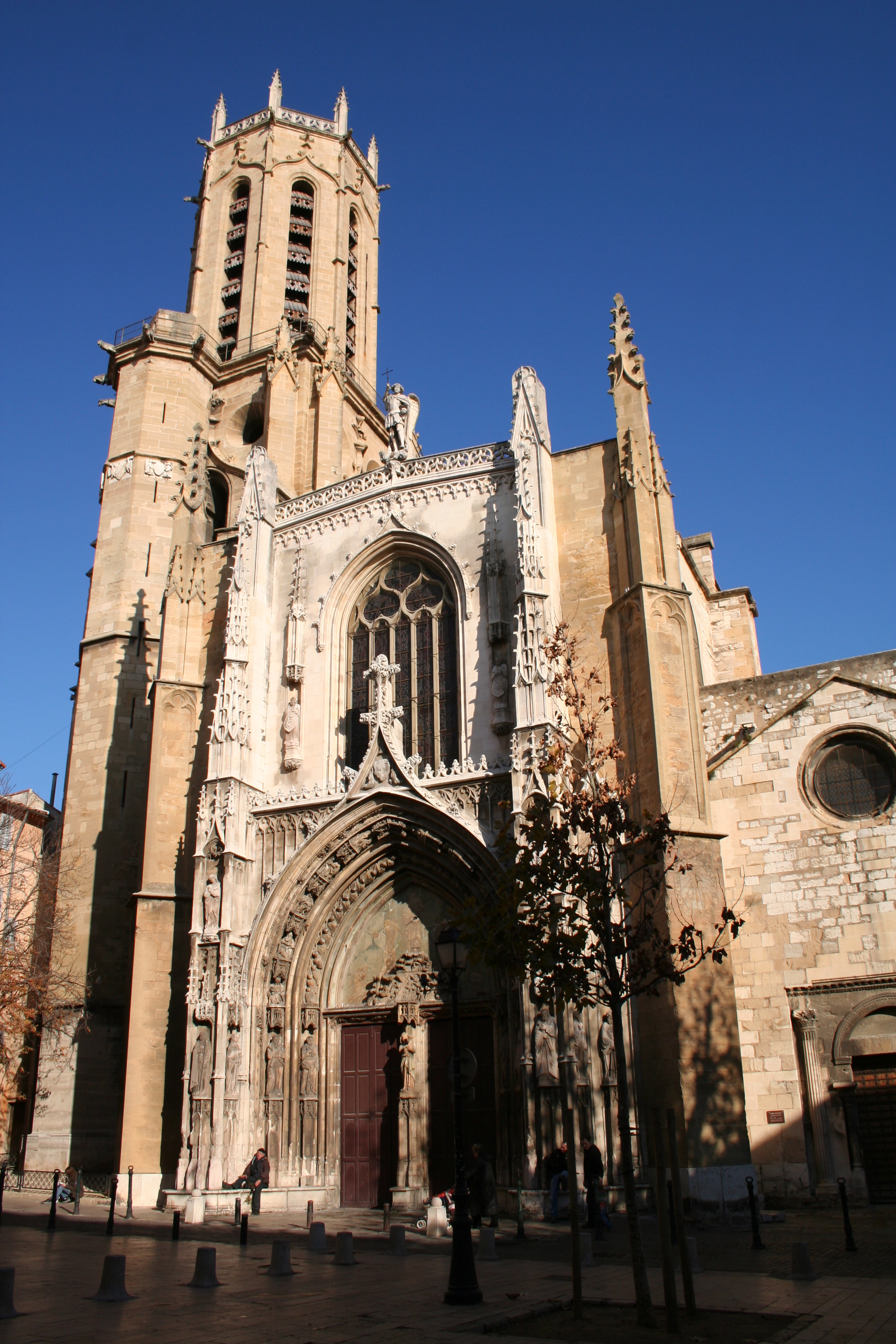
Собор святого спасителя в Екс-ан-Провансі

Архідієцезія Екс-ан-Прованса — (лат. Archidioecesis Aquensis, фр. Archidiocèse d'Aix-en-Provence, повна назва: Архідієцезія Екс-ан-Прованса і Арля) — одна з одна з 23 архідієцезій Римо-Католицької церкви у Франції. Підпорядкована архідієцезії Марселя. Архієпископська кафедра знаходиться в місті Авіньйон. Центр архідієцезії — Екс-ан-Прованс.
Архідієцезія Екс-ан-Прованса є однією з найстаріших у Франції. За переданням, її заснування припадає на 100 рік і пов'язане з іменем святого Максиміна, який проповідував у Провансі на рубежі I і II століть і став першим єпископом Екса. Про кілька таких єпископів невідомо нічого, крім їхніх традиційних імен. Першим єпископом Екса, чия історичність не викликає сумнівів, є єпископ Лазар (початок V століття). У V столітті єпископом Арля, який в наш час[коли?] також входить в архідієцезію Екса, був святий Гонората Арелатскій. Близько 500 року дієцезія Екса отримала статус архідієцезії, а в 794 році стала митрополією, причому склад підпорядкованих їй дієцезій багаторазово змінювався.
У 1801 році до архідієцезії Екс-ан-Провансу приєднали території скасованих дієцезій Арля, Марселя, Фрежюса, Тулона і Рієза, після чого територія архідієцезії стала поширюватися на велику частину Провансу і Лазурного берега. У 1822 архідієцезія Марселя була відновлена. 2002 року архідієцезія Екс-ан-Провансу втратила статус митрополії та була підпорядкована Марсельської митрополії.
Згідно зі статистикою на 2006 рік архідієцезія Екс-ан-Прованся налічує 120 парафій, 179 священників, 92 ченці (у тому числі 36 ієромонахів), 334 черниці і 14 постійних дияконів. Число вірян — 688 тисяч осіб (близько 80% загального населення дієцезії).
Кафедральний собор архідієцезії — Собор Святого Спасителя, що має почесний статус «малої базиліки». Крім неї цей статус також має Собор Святого Трохима в Арлі, колишній кафедральний собор Арльської дієцезії.